# Hans Gitschier
Hans Gitschier (* 2. August 1924; † 25. Januar 2008) war ein deutscher Fußballtorwart.

## Karriere
Hans Gitschier war zu Beginn seiner Karriere bei den Stuttgarter Kickers in der Gauliga Württemberg aktiv. Nach dem Zweiten Weltkrieg spielte der Torhüter für den SV 03 Tübingen. 1951 wechselte Gitschier zum Ligakonkurrenten BC Augsburg, dem Vorgängerverein des heutigen FC Augsburg. Dort gelang ihm im ersten Jahr der Aufstieg in die Oberliga Süd, die damals höchste Spielklasse. Nach fünf Spielzeiten im Erstligafußball wechselte er innerhalb Augsburgs zum TSV Schwaben Augsburg.

## Privates
Hans Gitschier war von Beruf Mechaniker.